# Jiří Jarošík
Jiří Jarošík (* 27. Oktober 1977 in Ústí nad Labem) ist ein ehemaliger tschechischer Fußballspieler.

## Karriere
Der kompromisslose zentrale Mittelfeldspieler begann seine Karriere bei den Jugendmannschaften von Sparta Prag, FK Teplice, FK Ústí nad Labem und Komastav Chuderov. 1996 kam er in die erste Mannschaft von Sparta Prag. 1997 ging er ablösefrei zu Slovan Liberec. Von 1999 bis 2002 spielte Jarošík wieder bei Sparta Prag, ehe er in der Saison 2002/03 zu ZSKA Moskau wechselte.
2004/05 ging der Tscheche für zwölf Millionen Euro zum FC Chelsea nach England. Anfang der Saison 2005/06 wurde er an Birmingham City ausgeliehen. Von Mitte 2006 bis Januar 2008 spielte der Tscheche für Celtic Glasgow, anschließend wechselte er zurück in die russische Premjer-Liga zu Krylja Sowetow Samara. Nachdem sein Vertrag in Samara ausgelaufen war, schloss sich Jarošík im Januar 2010 dem spanischen Klub Real Saragossa an. Nach nur einem Jahr in Spanien unterschrieb er einen Zwei-Jahres-Vertrag bei seinem Heimatverein AC Sparta Prag. Im August 2013 wechselte Jarošík ablösefrei zurück nach Spanien zu Deportivo Alavés. Er beendete seine Karriere nach der Saison 2014/15.

## Titel und Erfolge
- Tschechischer Meister mit Sparta Prag 1997, 2000 und 2001
- Russischer Meister mit ZSKA Moskau 2003
- Englischer Meister mit dem FC Chelsea 2005
- Englischer Ligapokalsieger mit dem FC Chelsea 2005
- Schottischer Meister mit Celtic Glasgow 2007